# Bergnäsudden (naturreservat)
Bergnäsudden är ett naturreservat i Kalix kommun i Norrbottens län.
Området är naturskyddat sedan 2010 och är 2,4 kvadratkilometer stort. Reservatet omfattar nordostbranter ner mot Kamlungträsket från ett flackare område med sjöar. Reservatet består av barrskogar och klapperstensfält.